# 久屋大通

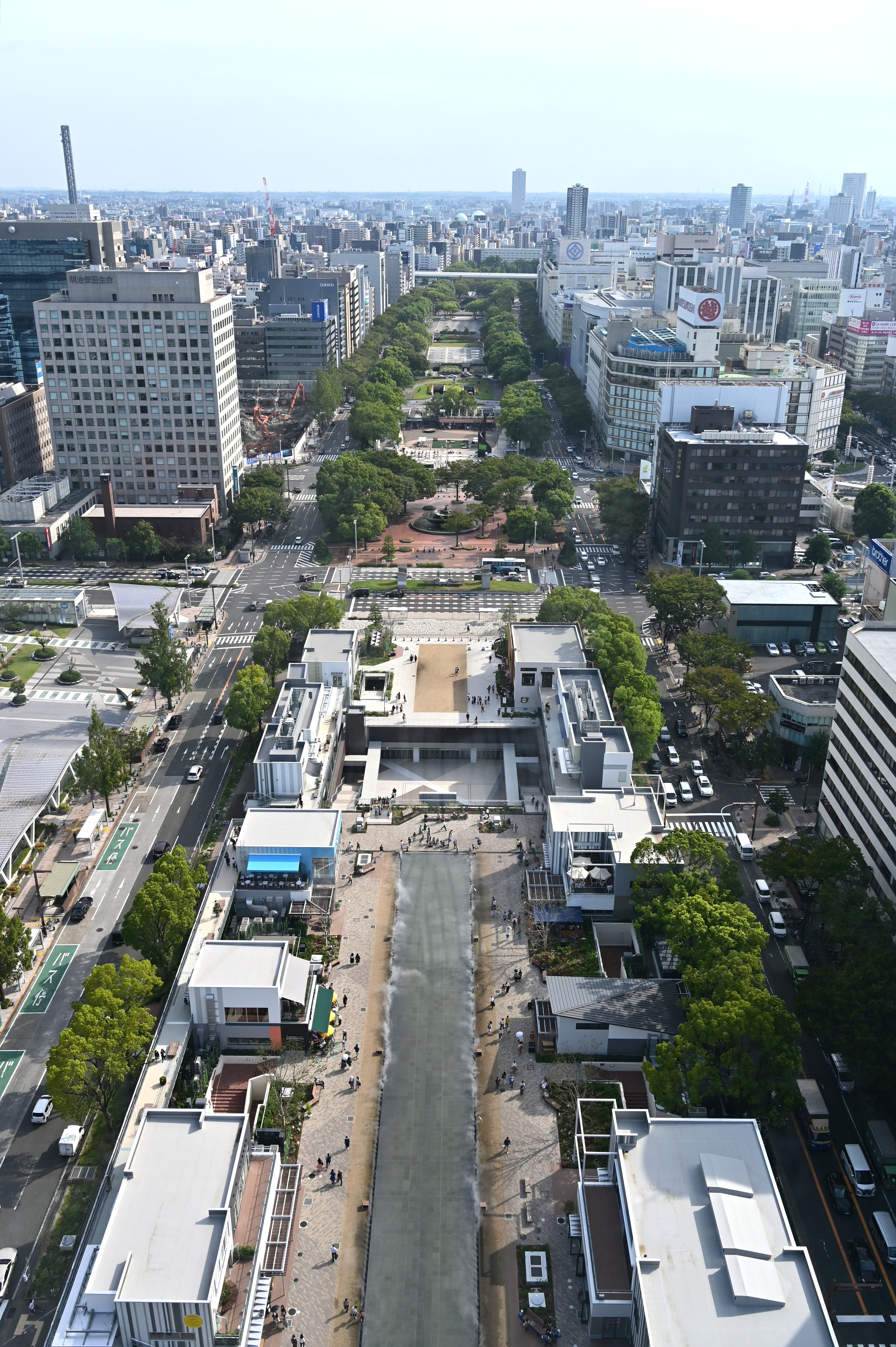
久屋大通公園

久屋大通（ひさやおおどおり）は、愛知県名古屋市中心部の東を南北に貫く道路で、日本に3本（名古屋市に2本、広島市に1本）ある「100m道路」のひとつである。

## 概要

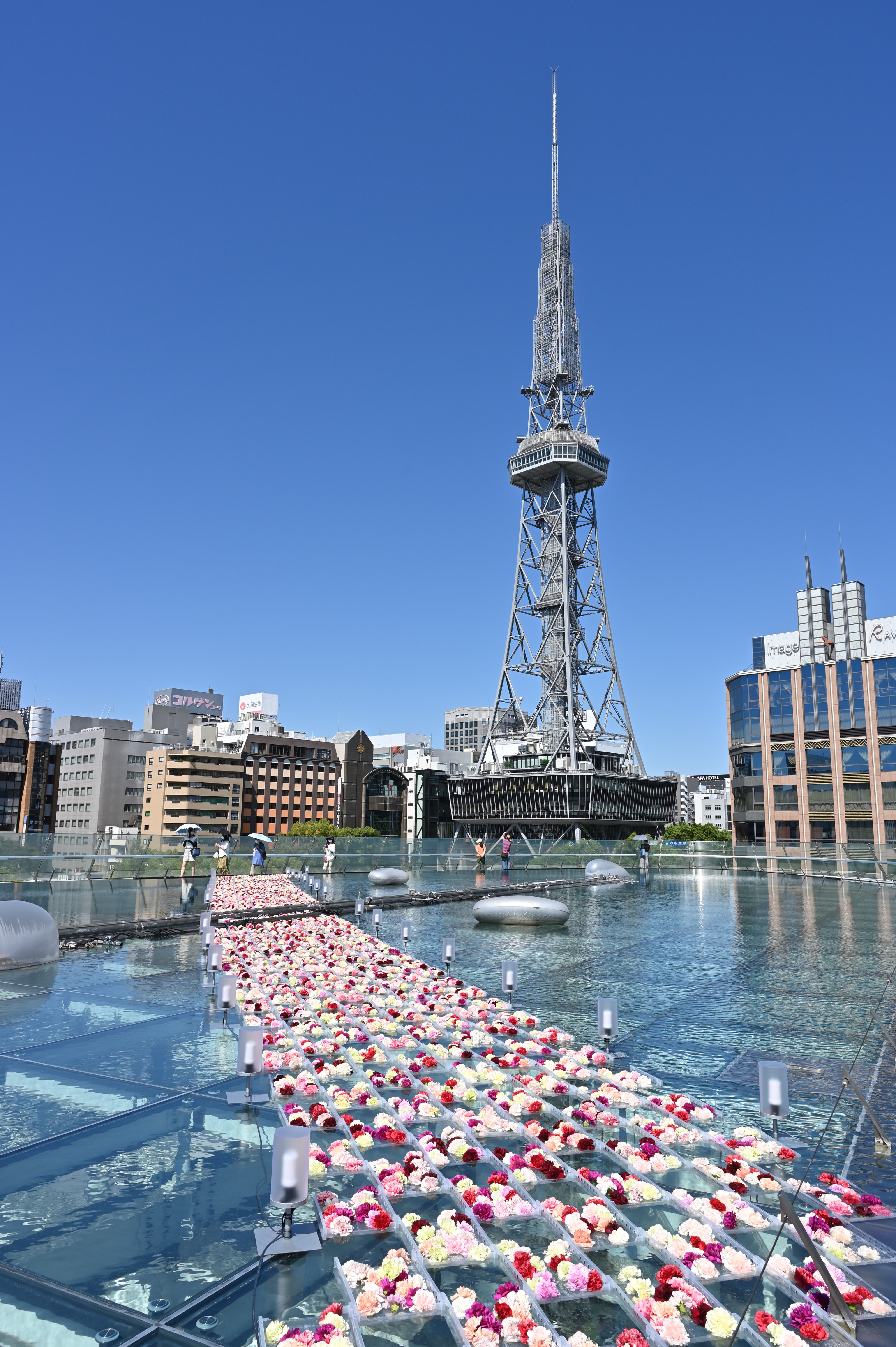
オアシス21から久屋大通方面を望む

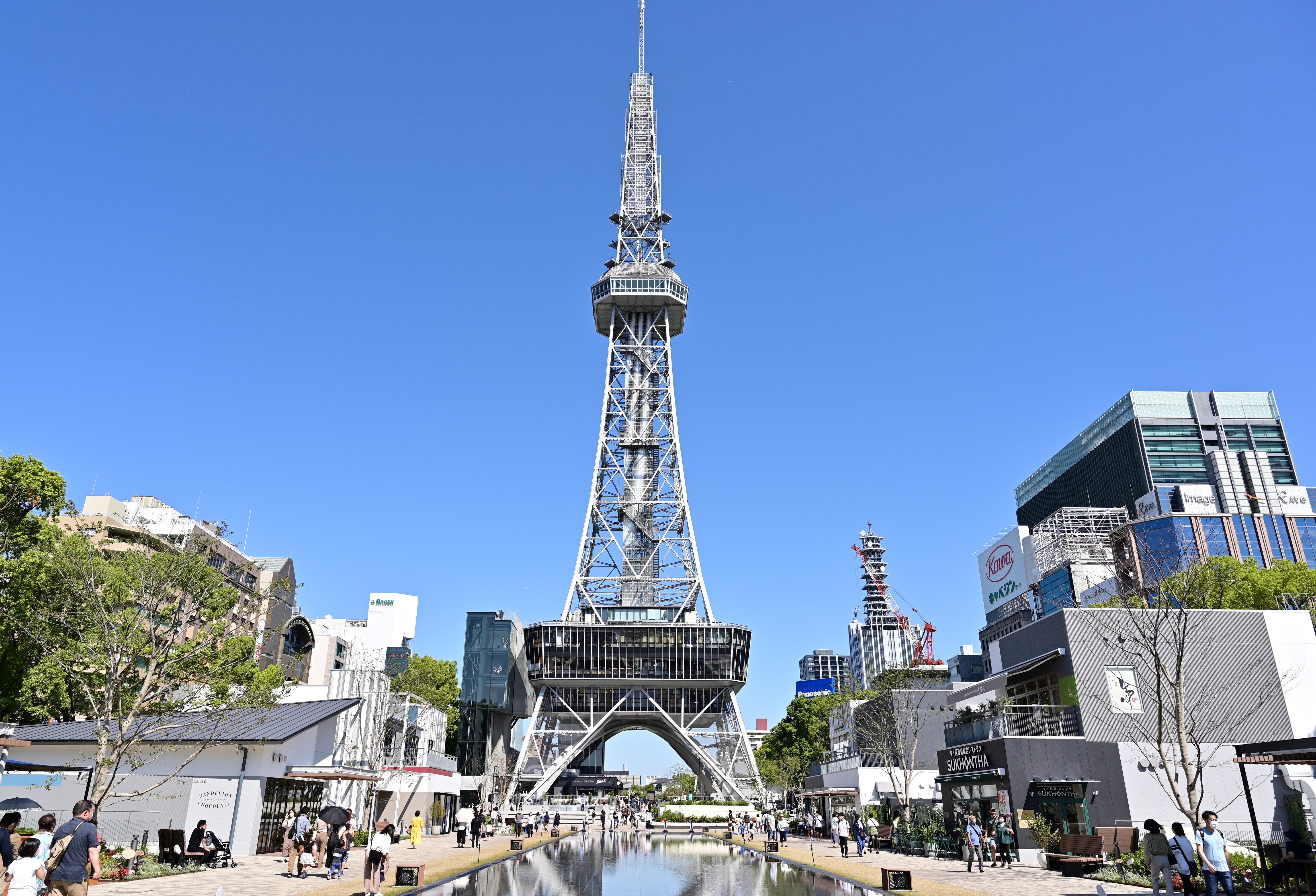
久屋大通公園

名古屋市の中心市街地に位置する延長1738 m、平均幅員112.17 mの名古屋市道で、法令上の路線名を「名古屋市道久屋大通」という。道路の中央部にあるグリーンベルト帯は久屋大通公園といい、その規模は延長1381 m、平均幅員78 mあり、都市公園法に基づく公告により都市公園区域に指定されている。
名古屋市の戦災復興土地区画整理事業によって、名古屋城外堀に架かる久屋橋から新堀川の堀留西岸へ至る久屋町筋と一筋西の鍛治屋町筋の2本の道路を1本に束ねることで久屋大通が誕生した。久屋大通公園を挟んで、もと久屋町筋と鍛治屋町筋はそれぞれ南行と北行の一方通行になっている。
- 南行起点：久屋橋交差点（外堀通） - 終点：若宮大通久屋交差点
- 北行起点：若宮大通久屋交差点 - 終点：久屋橋西交差点（外堀通）

「久屋大通」の名は従来より道路の通称として用いられていたが、1984年（昭和59年）に名古屋市が市内の道路の愛称を公募した際に、そのまま道路の愛称として制定した。外国の道路と姉妹提携を結んでおり、通りに面して専門店や飲食店、緑地公園があるなど共通点が多いことから、パリのシャンゼリゼ通りと友好提携を結んでいる。1986年（昭和61年）8月10日の道の日に、名古屋市を代表するシンボルロードとして、旧建設省と「道の日」実行委員会により制定された、「日本の道100選」のひとつに選定されており、ほかにも1994年（平成6年）に、読売新聞社選定の「新・日本街路樹100景」のひとつに選定されている。

### 路線データ
- 路線名：名古屋市道久屋大通[7]
- 起点：名古屋市中区丸の内3丁目[7]
- 終点：名古屋市中区栄3丁目[7]
- 延長：1,738 m[2]
- 平均幅員：112.17 m[2]

## 特徴

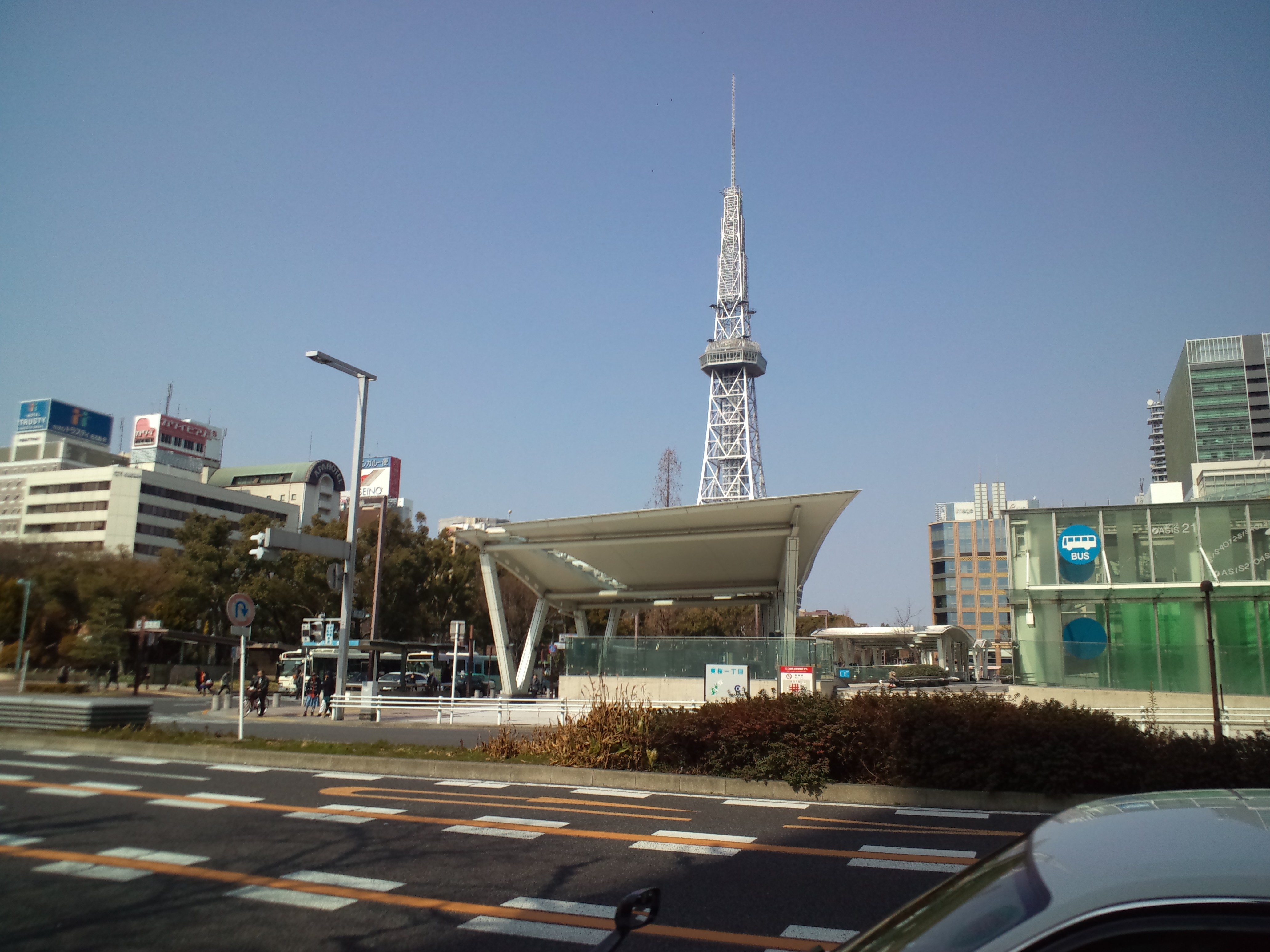
テレビ塔と久屋大通

道路幅員において、若宮大通（100 m）や札幌市の大通（105 m）をしのぎ、日本一の広さがある。札幌市の大通も中央部の大通公園内にさっぽろテレビ塔が建っており、久屋大通公園内に名古屋テレビ塔が建つ久屋大通と似ているが、久屋大通が南北道路であるのに対して札幌市の大通は東西道路、名古屋テレビ塔の位置が久屋大通公園の中間であるのに対してさっぽろテレビ塔の位置は大通公園の東端という違いがある。
久屋大通には、道路本来の機能のほか、名古屋市の経済、社会、文化活動に必要な施設が集まり、鉄道やバス交通インフラとあいまって、都心部と生活地域を結ぶ重要拠点の役割を果たしている。
地下には通りと併走する形で名古屋市営地下鉄名城線と名鉄瀬戸線が通っており、名城線は矢場町駅、栄駅、久屋大通駅、瀬戸線は栄町駅が設置されている。また久屋大通と交差する地下路線は市営地下鉄東山線と桜通線があり、前者は栄駅が、後者は久屋大通駅が名城線との乗換駅となっている。
3カ所の地下商店街と合計2000台収容できる地下駐車場が3カ所開設されており、名古屋駅前地下商店街と並び、市内の人通りが最も多い所となっている。
中央緑地帯（久屋大通公園）は、国道19号（桜通）を跨ぐセントラルブリッジがあり、かつては姉妹友好都市のロサンゼルス、メキシコシティ、南京、シドニーとの提携を記念してつくられた親善広場や、各都市から贈られた記念モニュメントならびに、「蕉風発祥の地」文学碑など多くの碑や彫刻がある。また噴水や花時計、庭園、それに名古屋市木であるクスノキをはじめとする多くの樹木が植えられ、名古屋市街地の中心の貴重な緑地景観を有する道路空間を形成しており、名古屋都心のオアシスとして市民に親しまれていたが、2020年再開発をもって消滅した。。
各種イベントの開催地にもなっており、名古屋まつりの宵祭り、まるはちの日、環境デーなごや、音楽コンサートなど年間200件以上の祭りや文化イベントが催される。

## 歴史

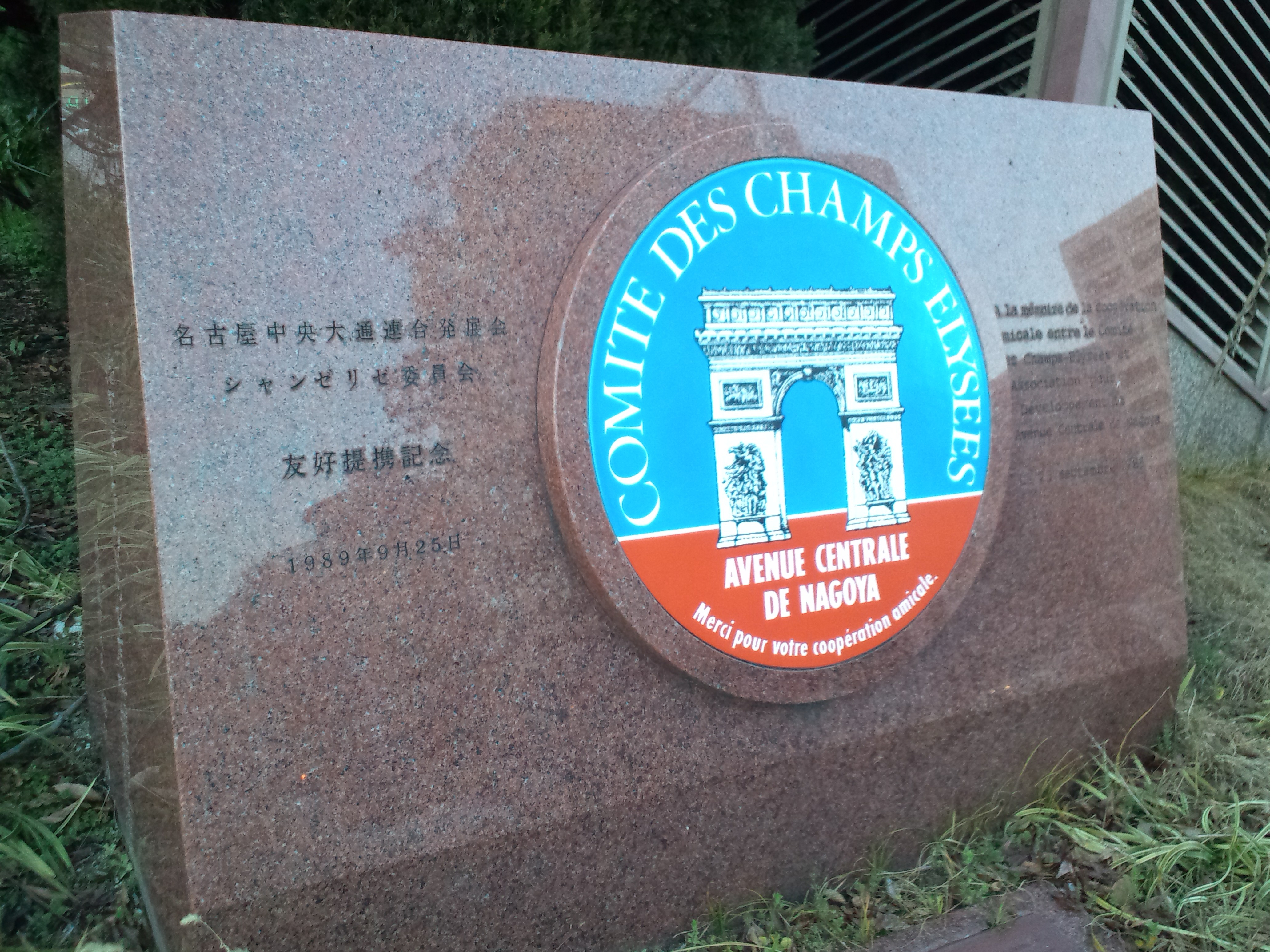
シャンゼリゼ委員会との
友好記念碑

清洲越しと称される碁盤割の東端となる久屋町筋沿いは、北から久屋町、上田町という町名だった。久屋町は当初干魚商が多かったことから干物町と称したが、尾張藩初代藩主である徳川義直が、末長く繁盛することを願って久屋町と命名した。伝馬町通交点以南は武家屋敷地で、明治に入り南久屋町の町名が起立した。鍛治屋町筋沿いは、北から関鍛冶町、吉田町、小市場町、小塚町という町名だった。関鍛冶町は美濃国関の刀鍛冶を含む鍛冶職が集住したことに由来する。広小路通交点以南は大半が武家屋敷地で、明治に入り南鍛冶屋町の町名が起立した。
太平洋戦争（大東亜戦争）において米軍の空襲により焼き尽くされた名古屋市の中心部に、戦後復興の都市計画の一環として整備された大通り（街路）で、防火が整備最大の目的であった。名古屋市街の中心を東西と南北に走る100メートル道路を造ろうというプランがたてられ、火災の延焼を防ぐため、また市民の避難場所にするため、道路の幅員が大きく取られ平均幅員が100 mを越える大通りとなった。
100m道路を2本、新規で建設を行うためには、道路面積が名古屋市の面積の約2割を占めることと、市内の約280の寺の墓を1カ所に移転させる計画を伴ったため、市民の猛反対が起こった。名古屋市以外の都市からも「敗戦した日本にそんなに広い道路は必要ない」と批判が起こったりしたが、防災上の見地から南北に久屋大通、これと直角に交わる東西の道路として若宮大通の建設が始められた。また建設当初は、飛行機の滑走路ができると騒ぎ立てる人も少なくなかったといわれる。
久屋大通は1963年（昭和38年）に完成し、完成から26年後の1989年（平成元年）に、久屋大通発展会とフランス・パリ市のシャンゼリゼ委員会との間で友好提携がなされ、パリのシャンゼリゼ通りとの姉妹提携が結ばれた。これは、この数年前に東京・銀座がシャンゼリゼ委員会に姉妹提携を持ち掛けたものの断られたという経緯を経ての提携であった。

### 年表
- 1964年（昭和39年）9月6日：戦災復興土地区画整理事業に伴い、道路法に基づく道路として認定[2]。
- 1970年（昭和45年）1月14日：中央緑地帯が、都市公園法に基づく公告により、都市公園区域に指定[2]。
- 1986年（昭和61年）8月10日：「日本の道100選」に選定[5]。
- 1989年（平成元年）：久屋大通発展会とパリのシャンゼリゼ委員会が姉妹提携締結[4]。

## 地理

### 交差する道路
- 外堀通（久屋橋交差点/久屋橋西交差点）

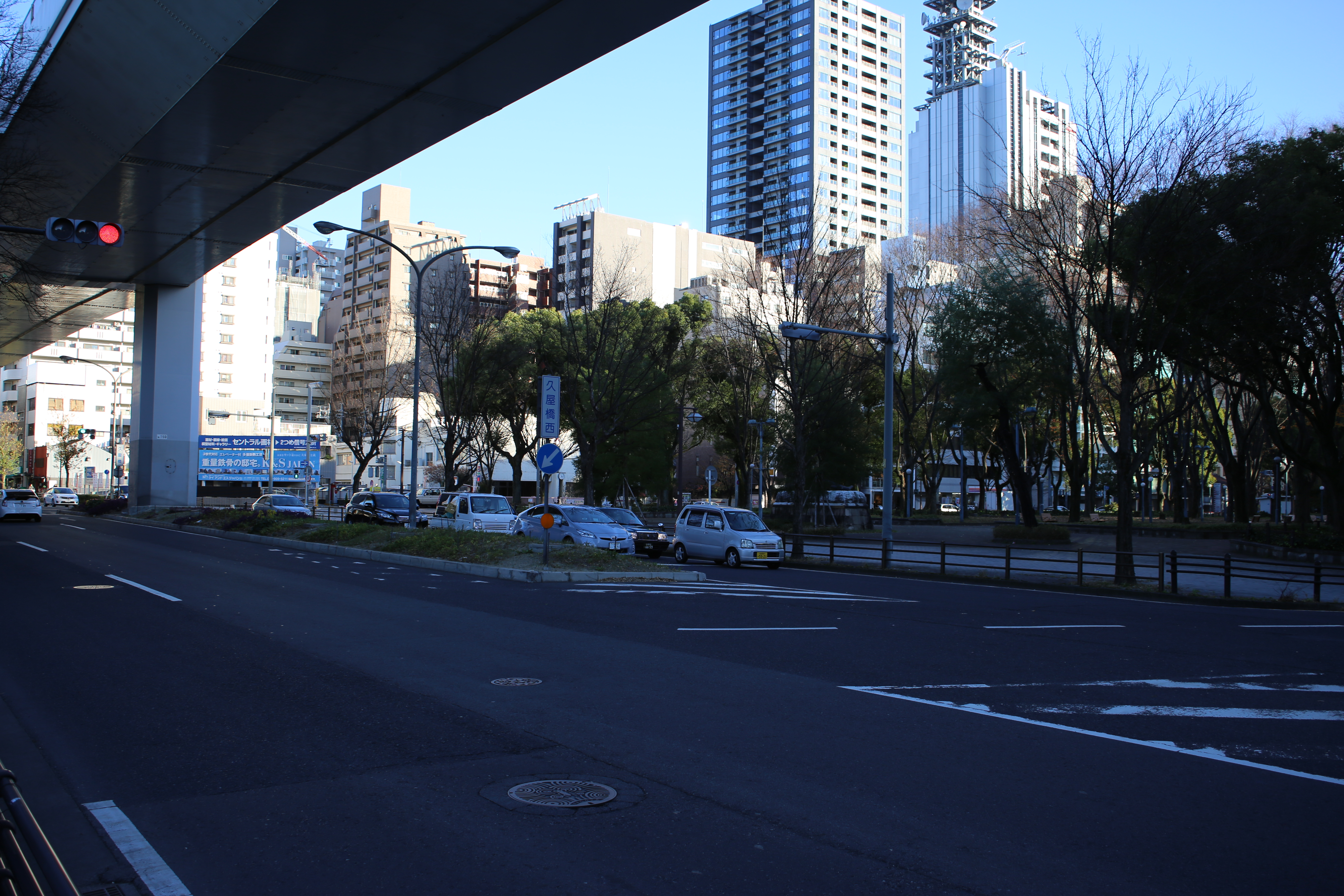
久屋大通北端、外堀通との交点部分

- 桜通（国道19号）（桜通久屋東交差点/桜通久屋西交差点）
- 錦通（錦通久屋交差点）
- 広小路通（愛知県道60号名古屋長久手線）（広小路久屋東交差点/広小路久屋西交差点）
- 若宮大通（もう1本の100m道路）（若宮大通久屋交差点）
- 前津通（若宮大通久屋交差点）

### 沿線の主な施設

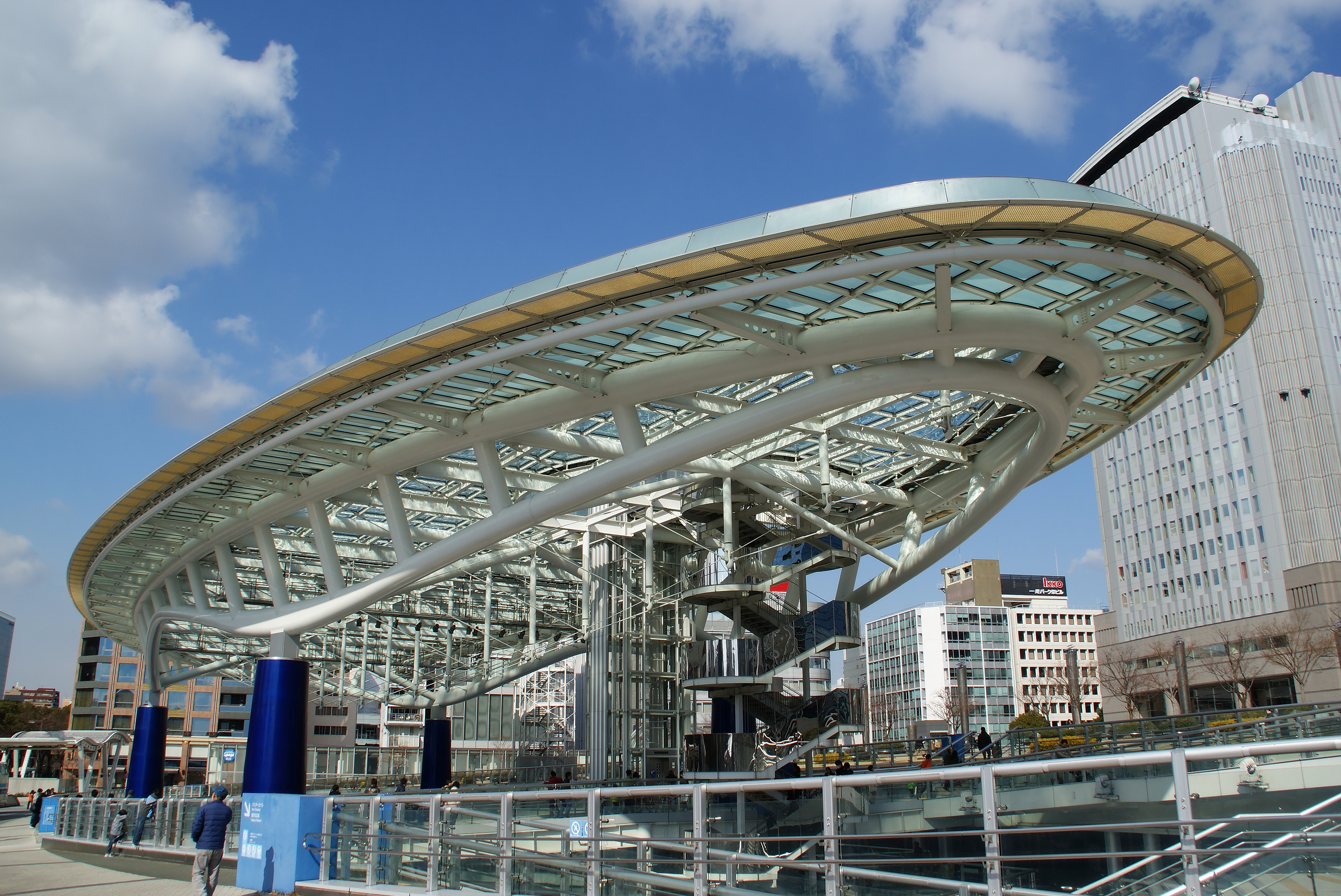
オアシス21（栄バスターミナル）

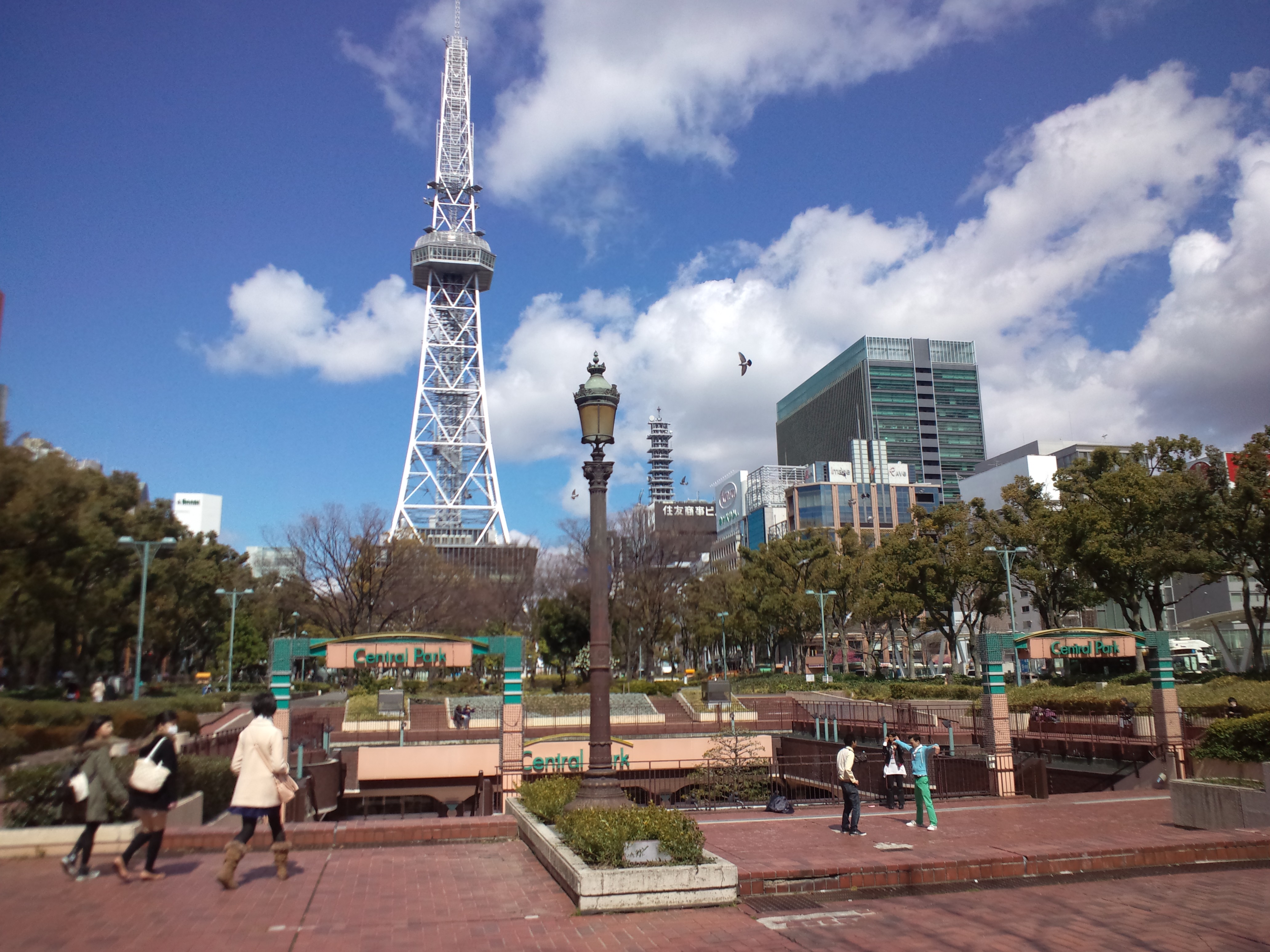
テレビ塔と地下街セントラルパークの入口

- NHK名古屋放送局
- 栄バスターミナル
- 久屋大通公園
- 名古屋テレビ塔
- オアシス21
- 中日ビル
- 松坂屋名古屋店
  - ハンズ名古屋松坂屋店
- 名古屋三越栄店（オリエンタルビル）
- ラシック
- 名古屋パルコ

### 沿線の駅
名古屋市営地下鉄
- 久屋大通駅：名城線・桜通線
- 栄駅：名城線・東山線
- 矢場町駅：名城線

名古屋鉄道
- 栄町駅：瀬戸線

## ギャラリー

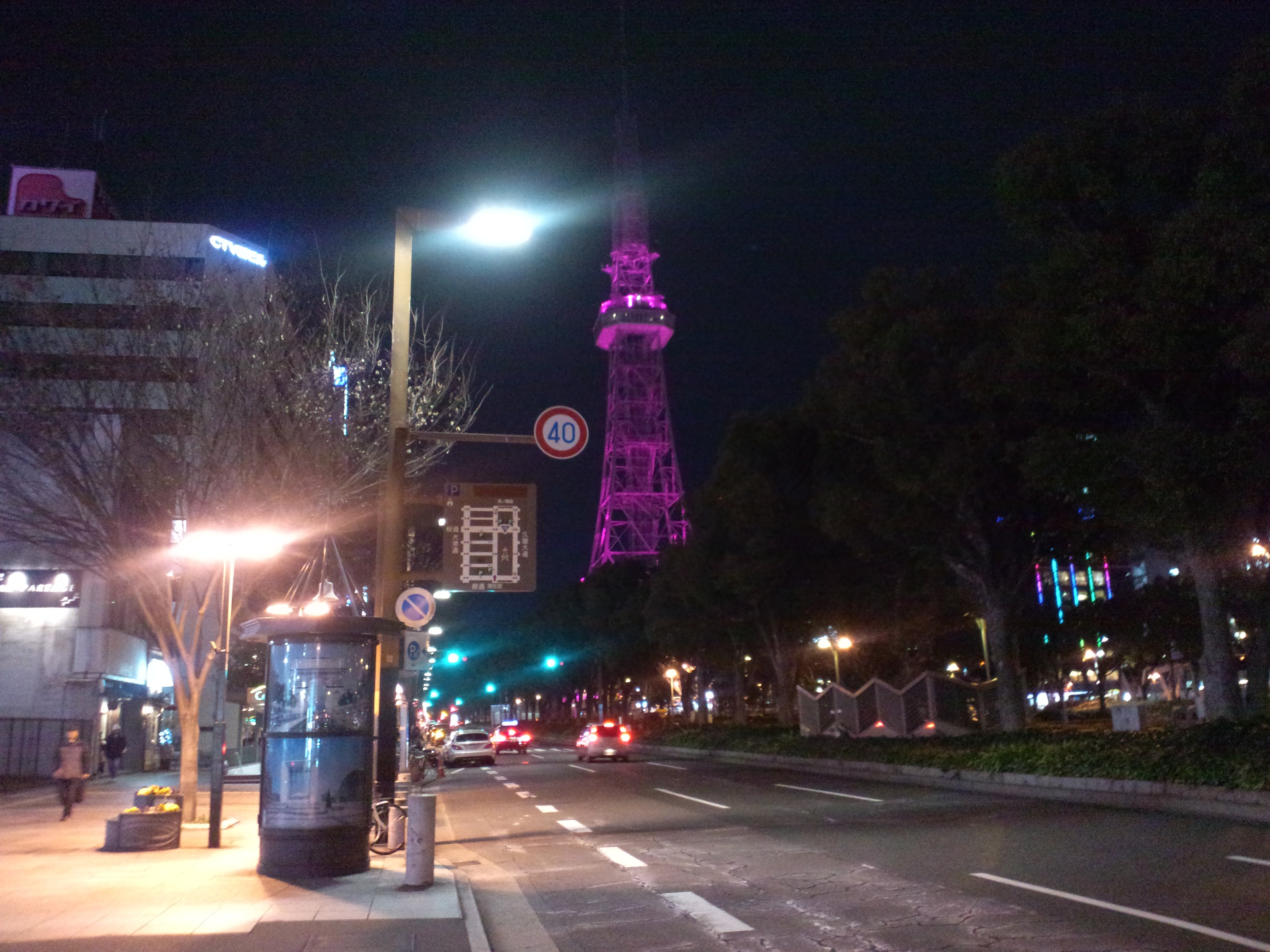
夜の久屋大通
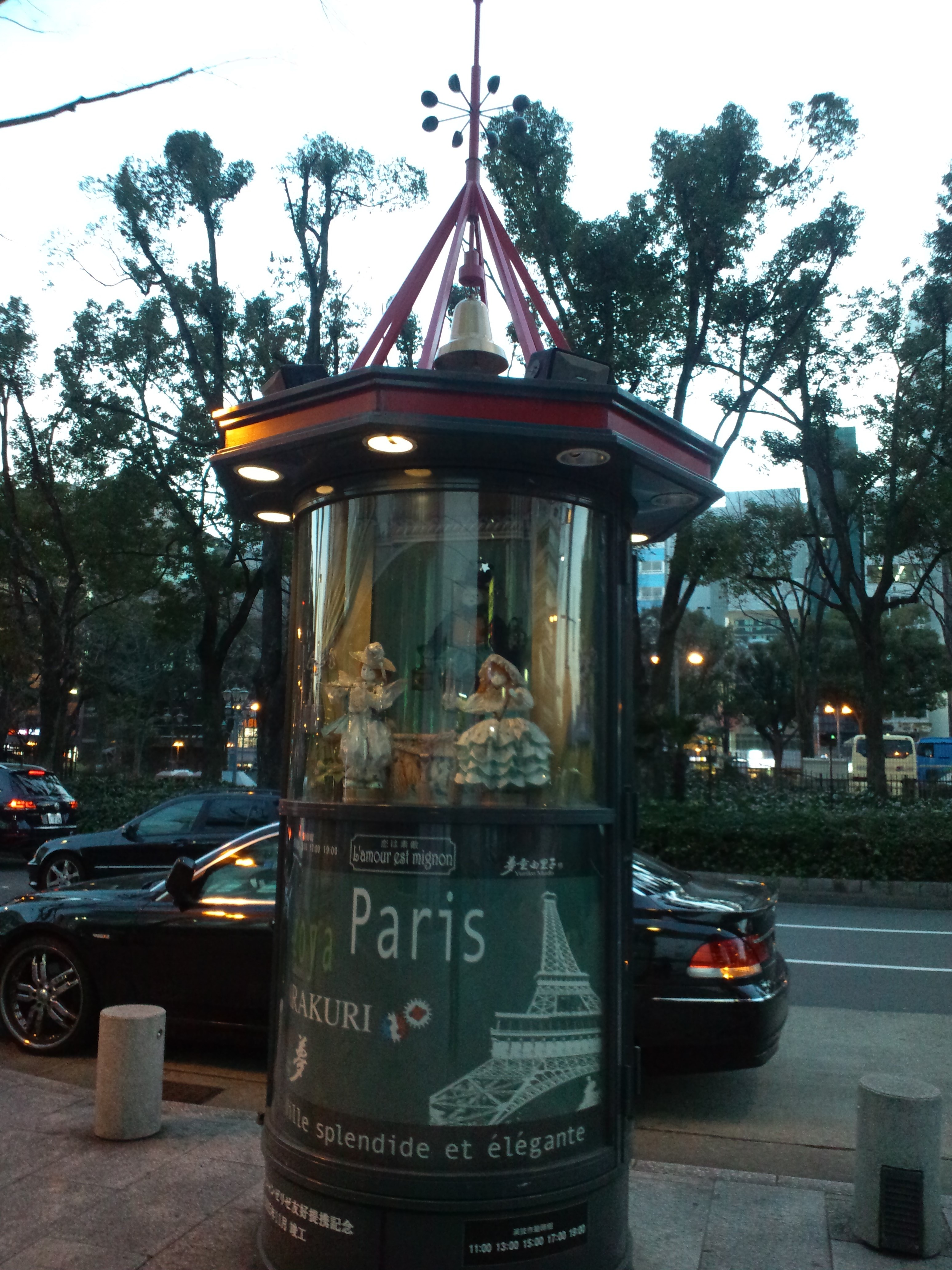
パリ市のモニュメント
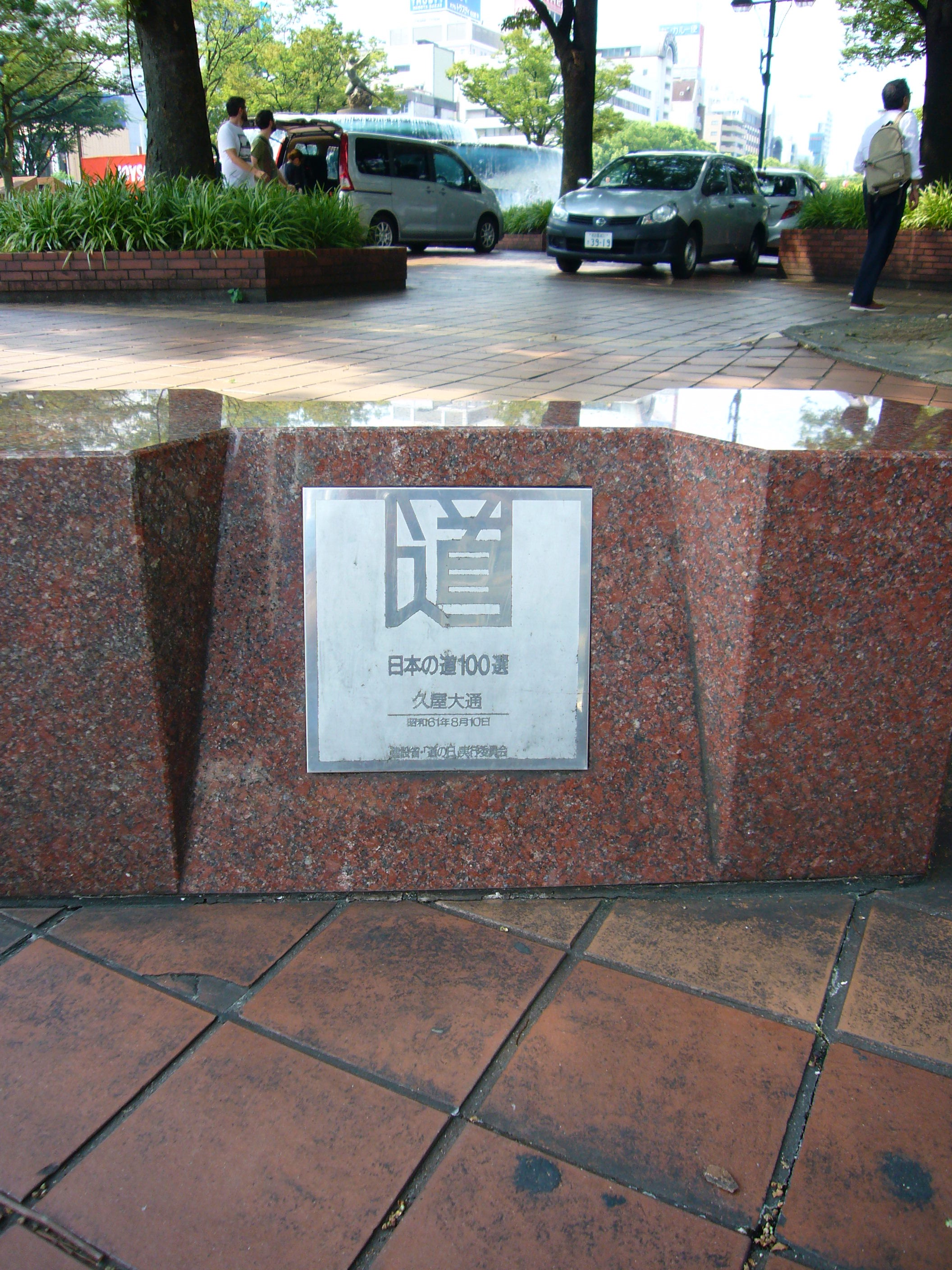
久屋大通にある 日本の道百選の顕彰碑